# Суперкубок Південної Кореї з футболу 2006
Суперкубок Південної Кореї з футболу 2006  — 7-й розіграш турніру. Матч відбувся 4 березня 2006 року між чемпіоном Південної Кореї клубом Ульсан Хьонде Хоран-і та володарем кубка Південної Кореї клубом Чонбук Хьонде Моторс.
| Володар Суперкубка Південної Кореї 2006 |
| --------------------------------------- |
|                                         |
| Ульсан Хьонде Хоран-і Перший титул      |

## Матч

### Деталі
| 4 березня 2006 |

| Ульсан Хьонде Хоран-і | 1:0 | Чонбук Хьонде Моторс |
| --------------------- | --- | -------------------- |
| Чан Сан Вон 88'       |     |                      |

| Ульсан Мунсу, Ульсан Глядачів: 7 356 |